# Candamo
Candamo (asztúriai nyelven Candamu) település Spanyolországban, Asztúria autonóm közösségben. Candamo Les Regueres, Illas, Castrillón, Soto del Barco, Salas, Pravia és Grado községekkel határos. Lakosainak száma 1899 fő (2024).

## Népesség
A település népessége az utóbbi években az alábbiak szerint változott:
| Lakosok száma | 2561 | 2407 | 2235 | 2180 | 2124 | 2108 | 2028 | 1947 | 1943 | 1899 |
|               | 2001 | 2004 | 2007 | 2009 | 2012 | 2014 | 2017 | 2019 | 2022 | 2024 |